# Triphyllozoon mauritzoni
Triphyllozoon mauritzoni är en mossdjursart som beskrevs av Silén 1943. Triphyllozoon mauritzoni ingår i släktet Triphyllozoon och familjen Phidoloporidae. Inga underarter finns listade i Catalogue of Life.